# Međa (Žitište, Srbija)
Međa je selo u općini Žitište, u Srednjobanatskom okrugu, Srbija. Nalazi se na samoj granici Srbije i Rumunjske, a ime je (poslije Drugog svjetskog rata) dobilo upravo zahvaljujući tome.

## Stanovništvo
Prema popisu iz 2002. godine, Međa ima 1155 stanovnika.

## Poznate osobe
- Vuk Drašković, srpski političar